# NGC 409
NGC 409 là một thiên hà hình elip nằm trong chòm sao Ngọc Phu. Nó được phát hiện vào ngày 29 tháng 11 năm 1837 bởi John Herschel. Nó được Dreyer mô tả là "ngôi sao cực kỳ mờ nhạt, nhỏ, tròn, rất nhỏ (mờ nhạt) gần".